# Батутите, Марионна Казёвна
Марио́нна Казёвна Батути́те (род. 20 октября 1949, Каунас, Литовская ССР) — советская волейболистка, игрок сборной СССР (1970—1971). чемпионка мира 1970, чемпионка Европы 1971, трёхкратная чемпионка СССР. Центральная блокирующая. Мастер спорта международного класса (1970).
Выступала за команды: 1960—1969 — «Динамо» (Каунас), 1970—1973 — «Динамо» (Москва). Трёхкратная чемпионка СССР (1970, 1971, 1973), двукратный обладатель Кубка европейских чемпионов (1970, 1971).
В составе молодёжной сборной СССР в 1969 году стала чемпионкой Европы.
В сборной СССР в официальных соревнованиях выступала в 1970—1971 годах. В её составе: чемпионка мира 1970, чемпионка Европы 1971.
После окончания игровой карьеры работала тренером.